# Liste der Scaligerburgen

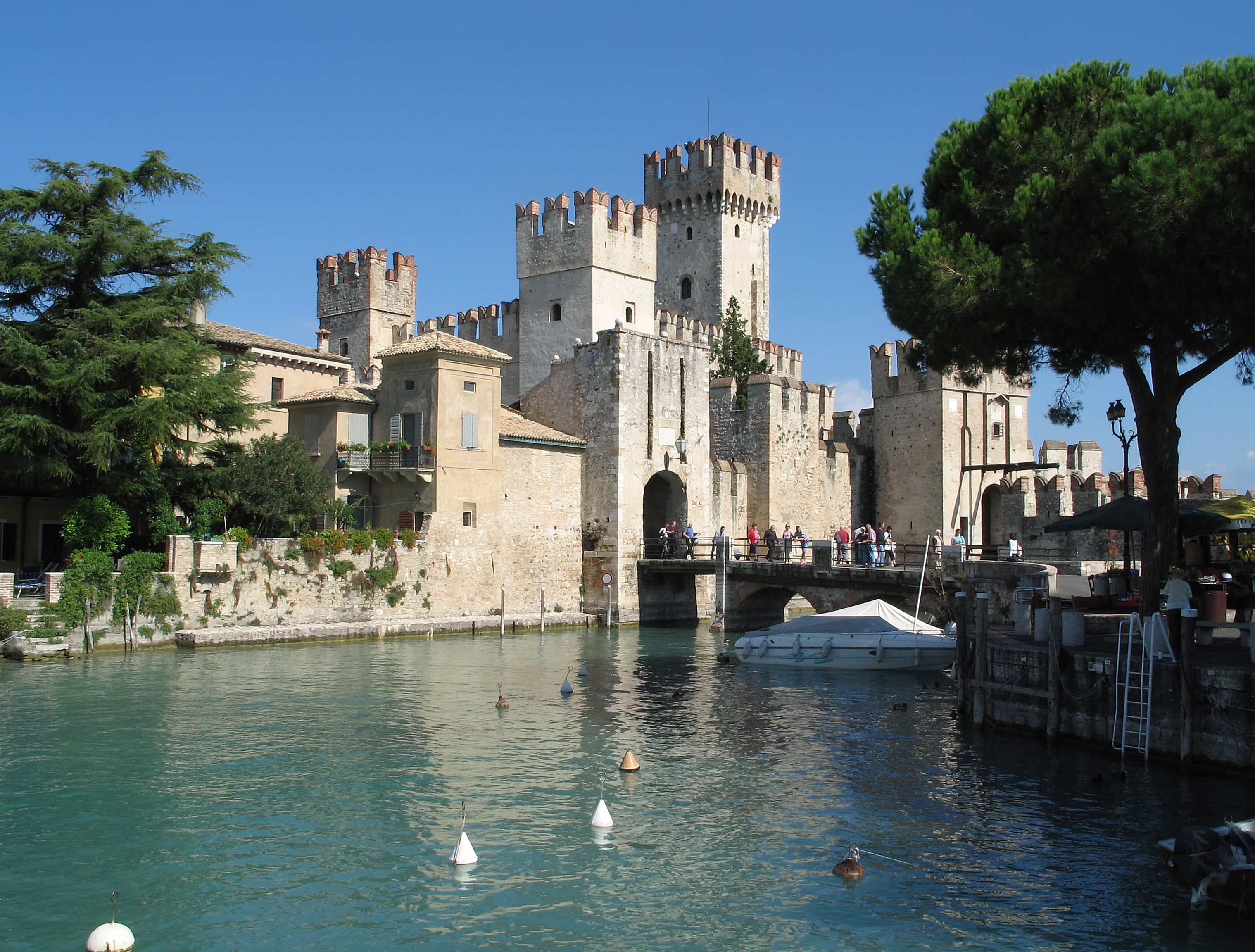
Castello Scaligero in Sirmione

Die italienische Adelsfamilie der Scaliger hatten in ihrem Herrschaftsbereich, trotz ihres zeitlich begrenzten Auftretens, zahlreiche Burgen und Städte befestigt. Geographisch verteilen sich die Burgen östlich des Gardasees, entlang der Voralpen zwischen Verona und Bassano del Grappa und in der Po-Ebene südlich von Verona.
Charakteristisch sind die Schwalbenschwanzzinnen, die aber auch sonst in Oberitalien allgemein gebräuchlich waren. Als eindrucksvollste Scaligerburg kann Sirmione genannt werden, eine Wasserburg auf einer Insel im Gardasee mit befestigter Hafeneinfahrt.
Besonders hervorzuheben sind die Brückenbefestigungen, allen voran die Scaligerbrücke am Castelvecchio in Verona, der Residenz der Scaliger. Eine einzigartige Befestigungsanlage erhielt der Mincio: Eine Sperrmauer verband mehrere Burgen und bei Valeggio sul Mincio wurde unterhalb der Burg eine befestigte Brücke angelegt.

## Lage der Scaligerburgen
| Legende zur Karte                                                                |
| -------------------------------------------------------------------------------- |
| = Burg (erhalten oder Ruine) = Burg (ger. Reste, abgegangen) = Stadtmauer = Turm |

## Burgen und Stadtresidenzen
- Arzignano: Burgruine
- Avio: Burgruine Castello di Avio
- Bassano del Grappa: Burg
- Borghetto in Valeggio sul Mincio: ehem. Burg
- Brentino Belluno: ehem. Burg
- Cerea: ehem. Burg
- Chiusa: ehem. Burg
- Cologna Veneta: Burgrest
- Corvara: ehem. Burg
- Enego: Burgruine
- Fumane: ehem. Burg
- Garda: ehem. Burg, Stadtmauer
- Illasi: Burgruine
- Lazise: Burg
- Legnago: ehem. Burg
- Lonigo: ehem. Burg, 2 Türme
- Malcesine: Burg
- Marostica: Burgruine und Stadtburg
- Montebello: Burgrest
- Montecchio Maggiore: 2 Burgruinen
- Montegalda: Burg
- Montorio in Verona: Burgruine
- Monzambano: Burg
- Nogara: ehem. Burg
- Nogarole Rocca: Burgrest
- Ossenigo in Dolcè: ehem. Burg
- Ostiglia: ehem. Burg
- Peschiera del Garda: ehem. Burg
- Ponti sul Mincio: Burgruine und Brücke
- La Rocca in Riva del Garda: Burg
- Salizzole: Burg
- Sanguinetto: Burg
- Schio: ehem. Burg
- Sirmione: Burg
- Soave: Burg und Stadtmauer
- Torri del Benaco: Burgruine
- Tregnago: Burgruine
- Valeggio sul Mincio: Burgruine
- Castelvecchio in Verona: Burg
- Palazzo di Cangrande in Verona
- La Rocchetta in Vicenza: ehem. Burg
- Villafranca: Burgruine
- Villimpenta: Burgruine
- Zevio: Burgrest

## Stadtmauern
- Bardolino
- Bassano del Grappa
- Conegliano
- Garda
- Lazise
- Malcesine
- Marostica
- Montagnana
- Riva del Garda
- Sirmione
- Soave
- Thiene
- Torri del Benaco
- Verona
- Vicenza

## Befestigte Brücken
- Isola della Scala
- Ponte Visconteo in Valeggio sul Mincio
- Ponte Scaligero in Verona

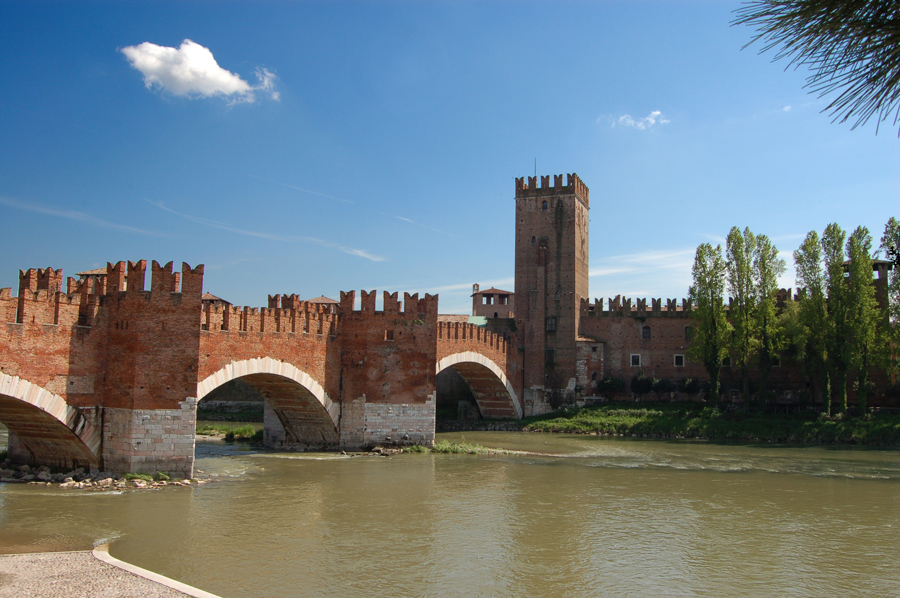
Ponte Scaligero und Castelvecchio in Verona
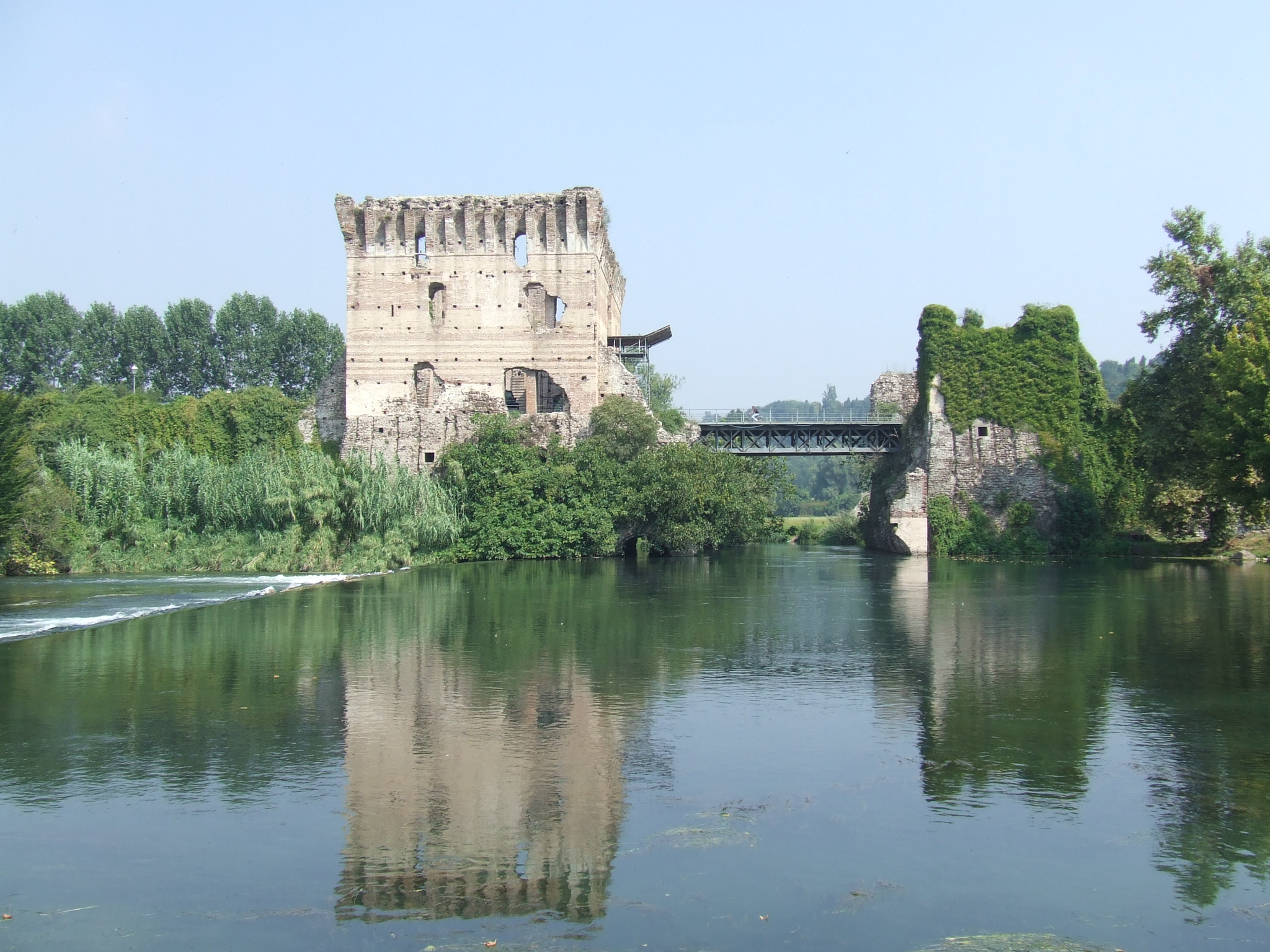
Brückenfestung bei Valeggio sul Mincio

## Galerie

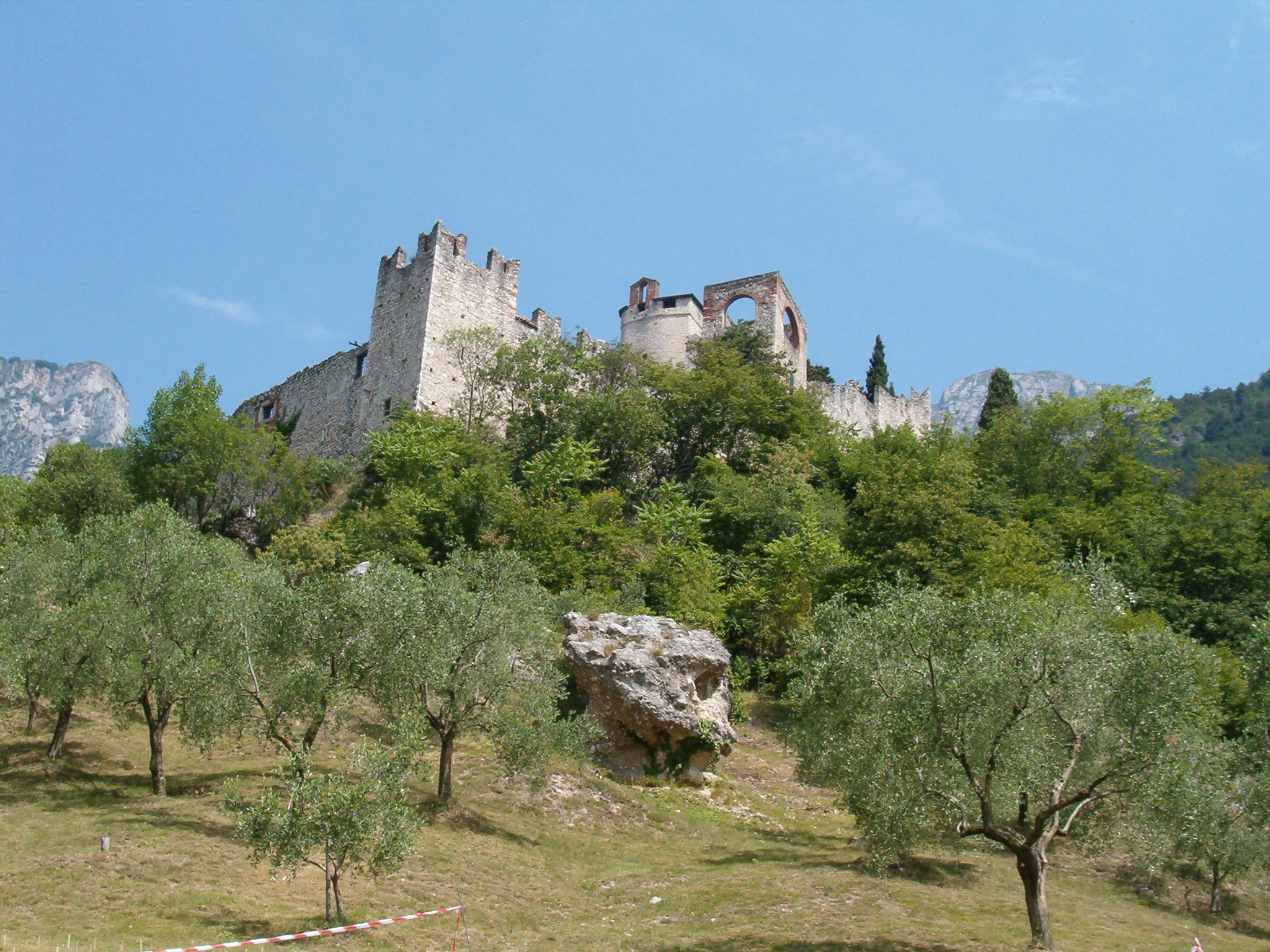
Avio
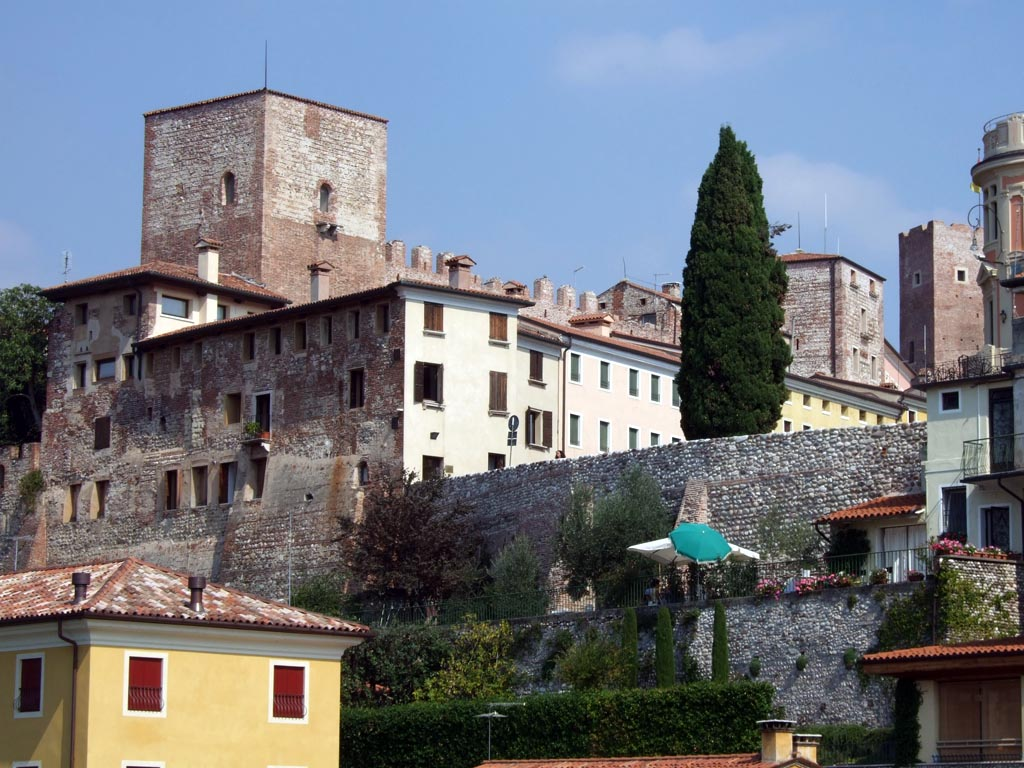
Bassano
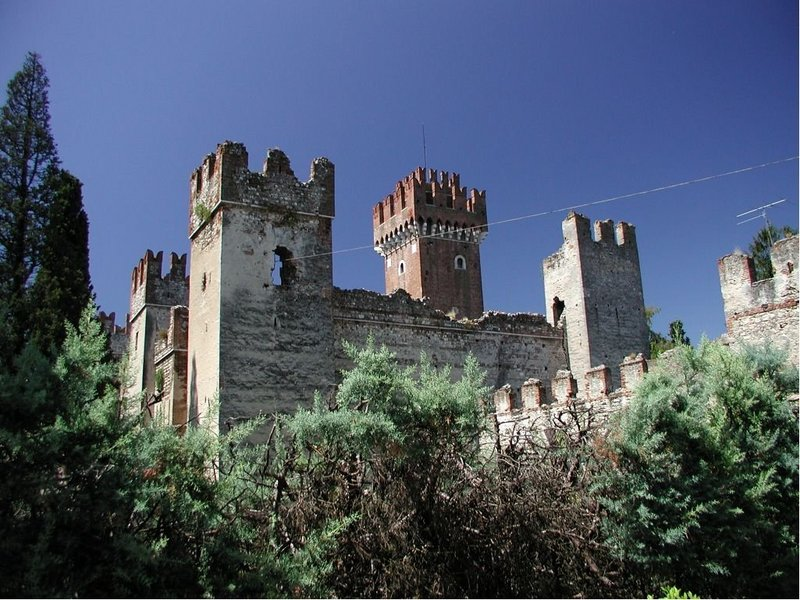
Lazise (Gardasee)
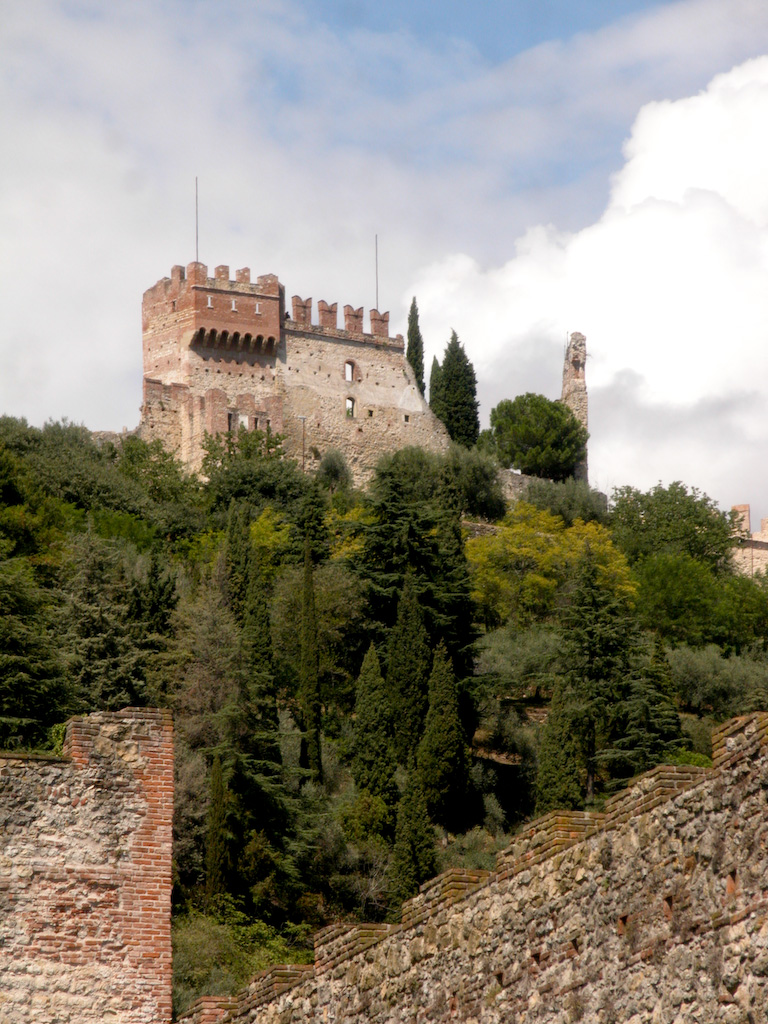
Marostica
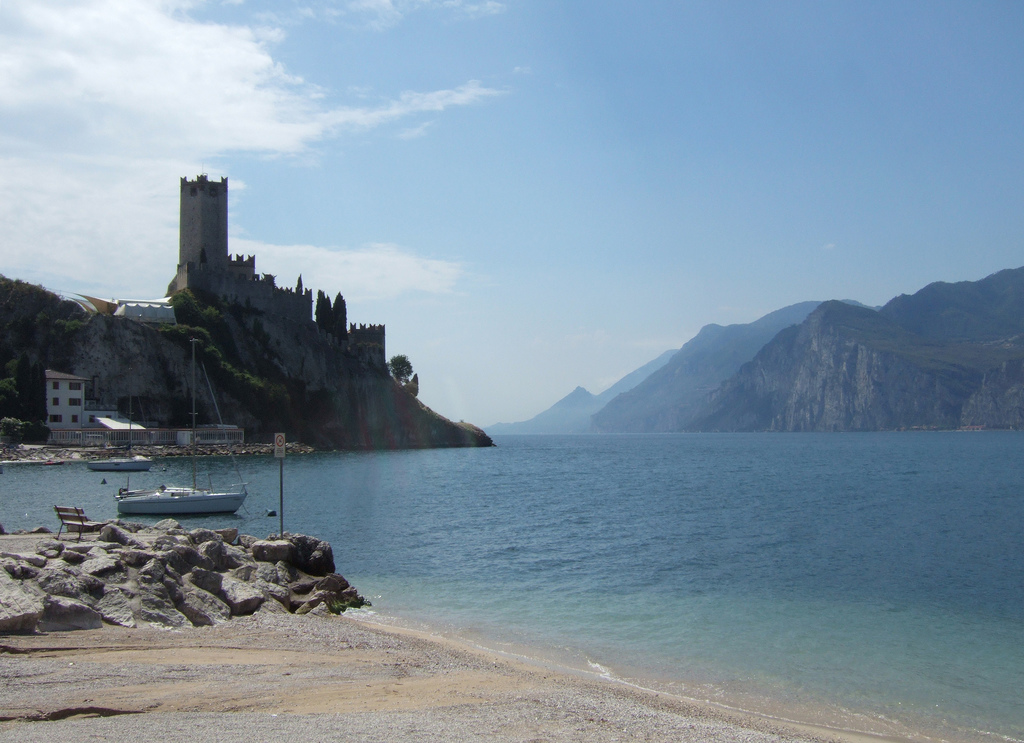
Malcesine (Gardasee)
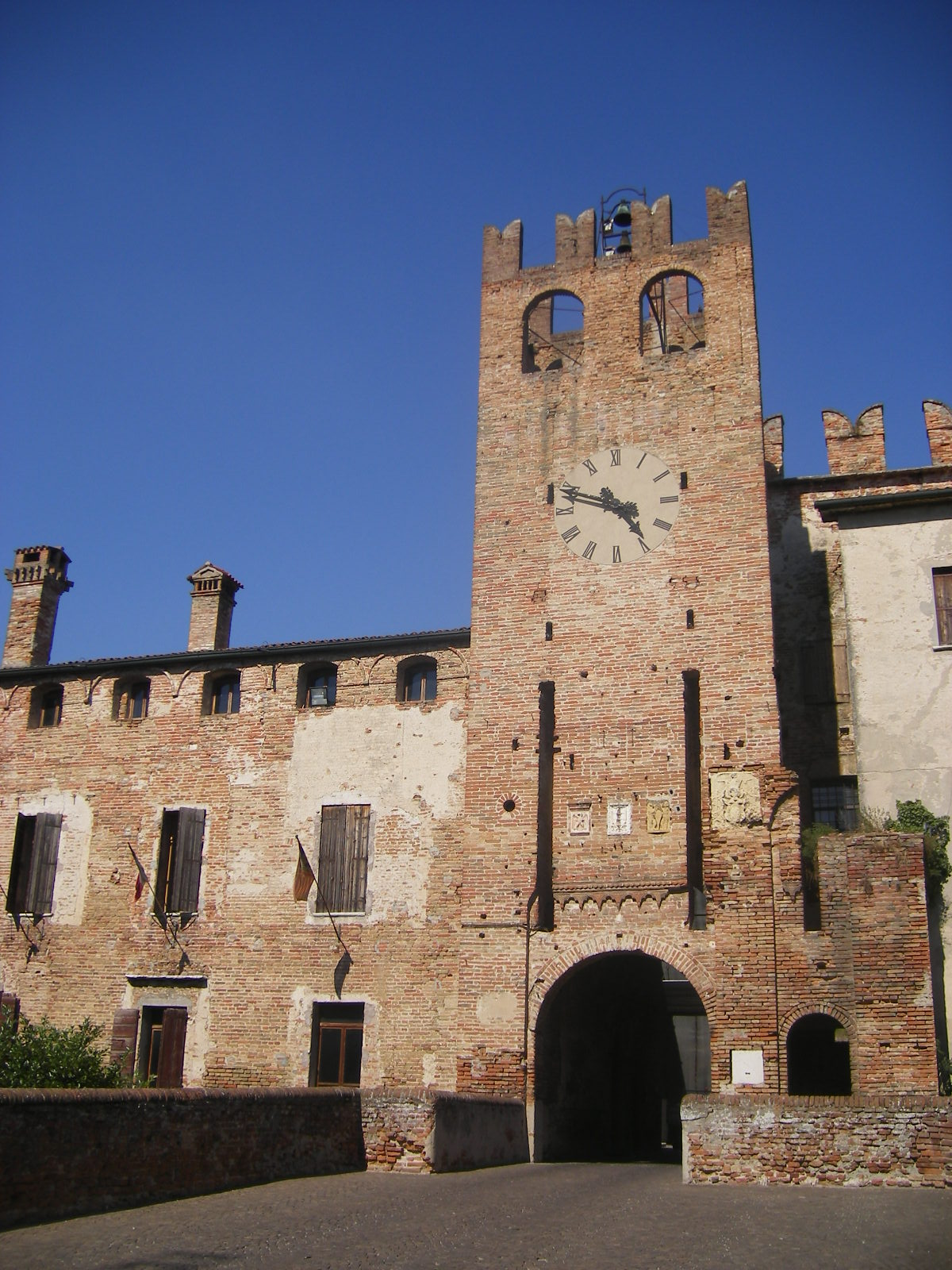
Sanguinetto
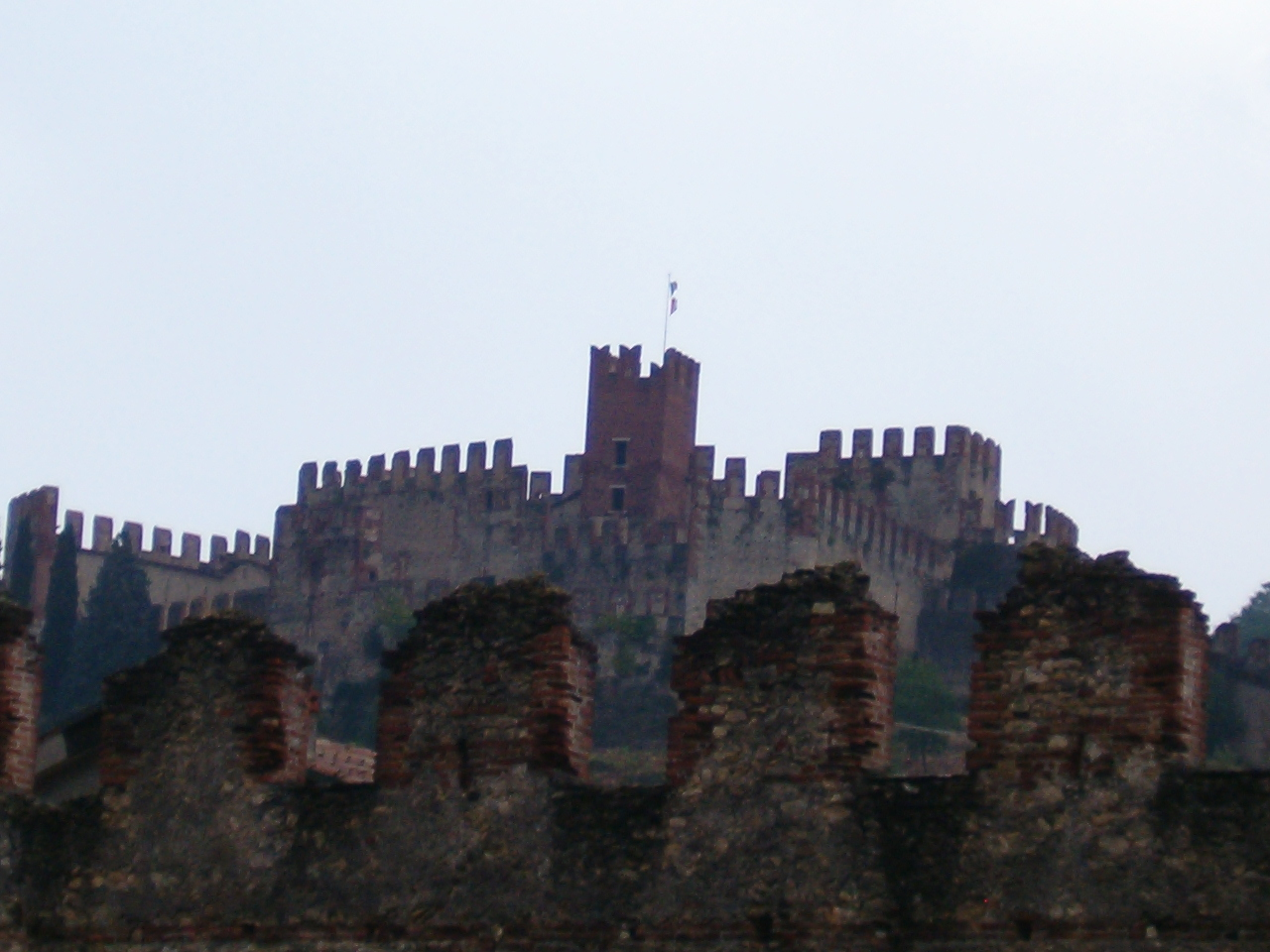
Soave
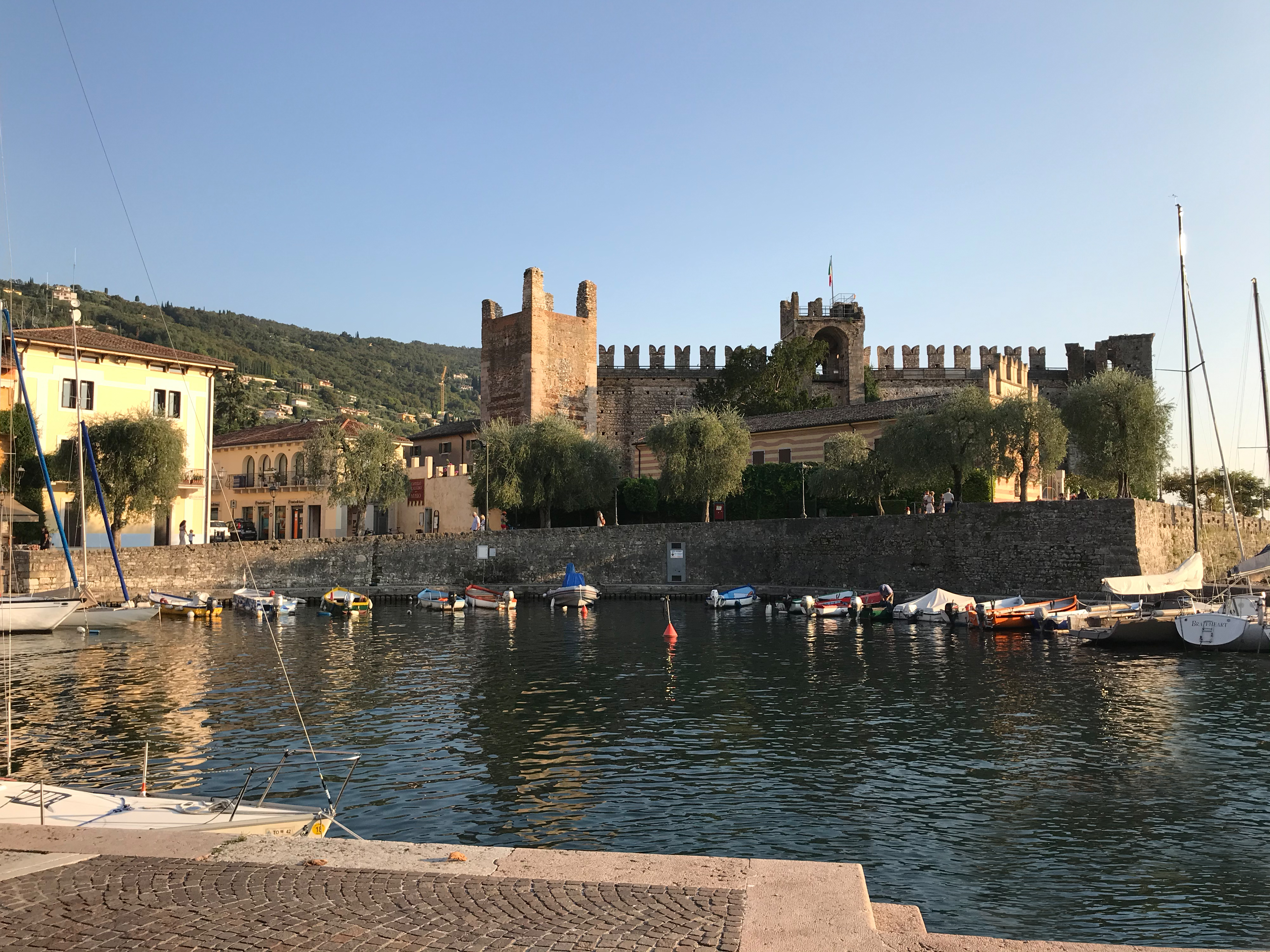
Torri del Benaco (Gardasee)
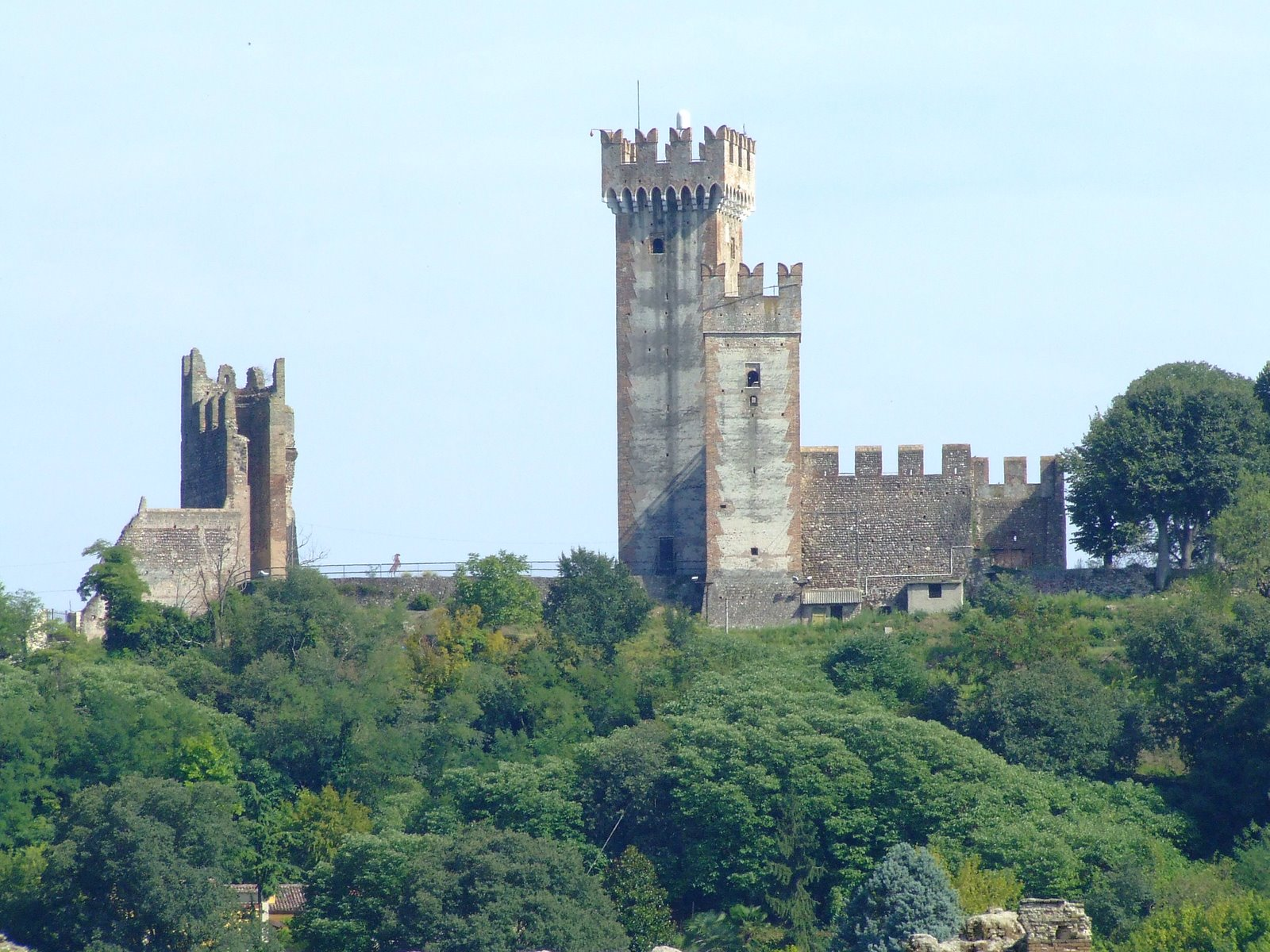
Valeggio sul Mincio
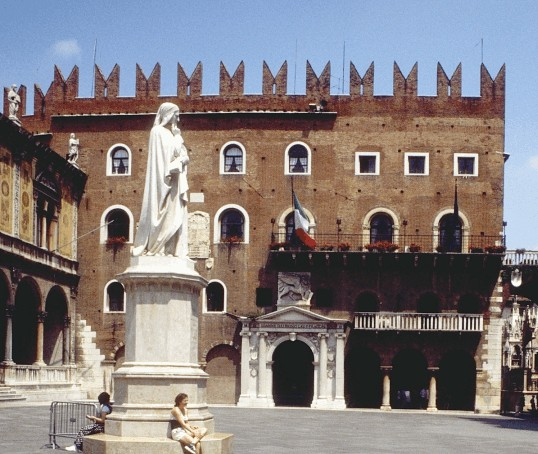
Verona, Palazzo di Cangrande
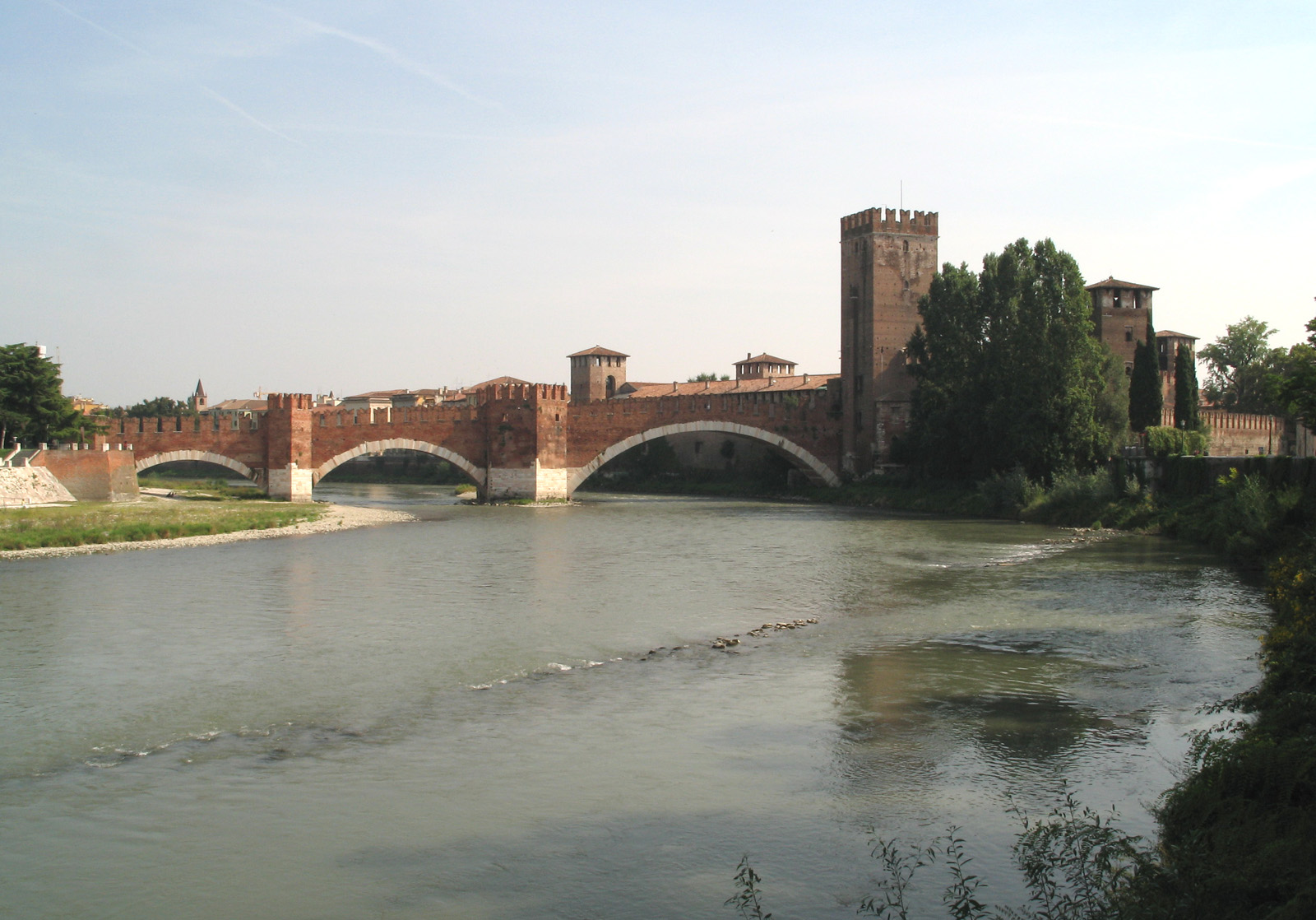
Castelvecchio in Verona
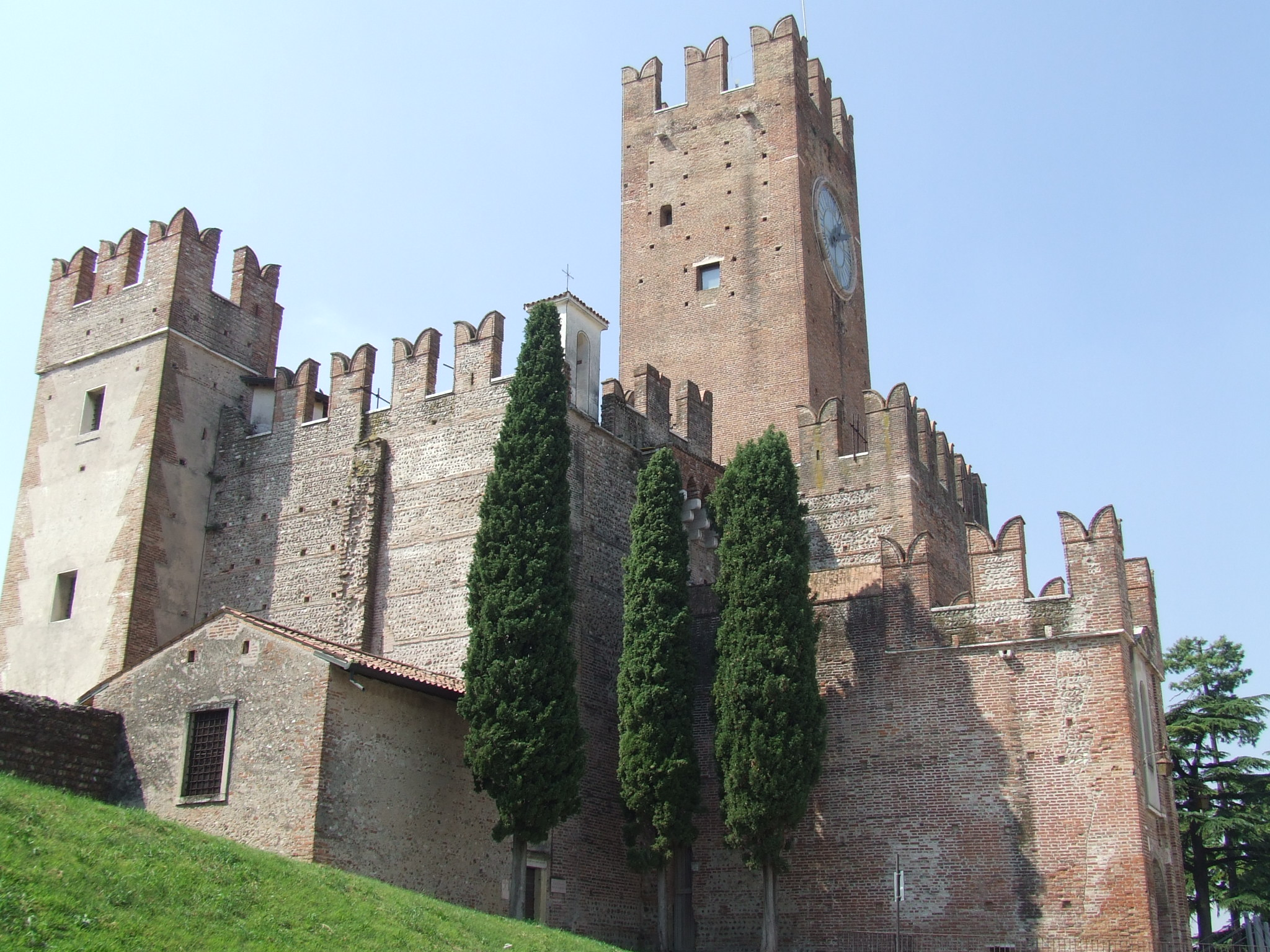
Villafranca